# Libzip
libzip – otwartoźródłowa biblioteka programistyczna pozwalająca na otwieranie, tworzenie oraz modyfikację plików w formacie zip. Jest napisana w przenośnym języku C, dzięki czemu możliwe jest korzystanie z niej na wielu typach systemów operacyjnych. Bazuje na bibliotece zlib. Możliwe jest także korzystanie z libzip w języku C++, korzystając z tego samego kodu źródłowego.

## Wykorzystanie w innych projektach
libzip jest wykorzystywany m.in. w następujących projektach:
- Adobe (Edge, Lightroom i inne),
- Mercedes (S-Class),
- MySQL Workbench[5],
- rozszerzenie zip dla PHP.

Pełna lista projektów korzystających z libzip znajduje się na stronie biblioteki.

## Cechy
libzip pozwala na dodawanie do plików zip danych z buforów, plików oraz bezpośrednio z innych archiwów w formie skompresowanej. Zmiany wykonane w archiwum mogą być cofnięte bez jego zamykania. Biblioteka jest tak zaprojektowana, aby nie uszkadzać plików, nawet w przypadku wystąpienia błędów. Z tego powodu, w trakcie modyfikacji archiwów, libzip zapisuje dane do pliku tymczasowego, po czym zamienia atomowo z oryginalnym plikiem. 
Biblioteka wspiera rozszerzenie zip64, co oznacza, że może operować na dużych plikach. Wersja 1.2.0 dodała wsparcie dla szyfrowania i odszyfrowywania AES. Wersja najnowsza, 1.3.0, pozwoliła na kompresję przy użyciu bzip2.